# Cunonia bullata
Cunonia bullata är en tvåhjärtbladig växtart som beskrevs av Brongn. & Gris. Cunonia bullata ingår i släktet Cunonia och familjen Cunoniaceae. Inga underarter finns listade i Catalogue of Life.